# Carl Julius Dannenberg

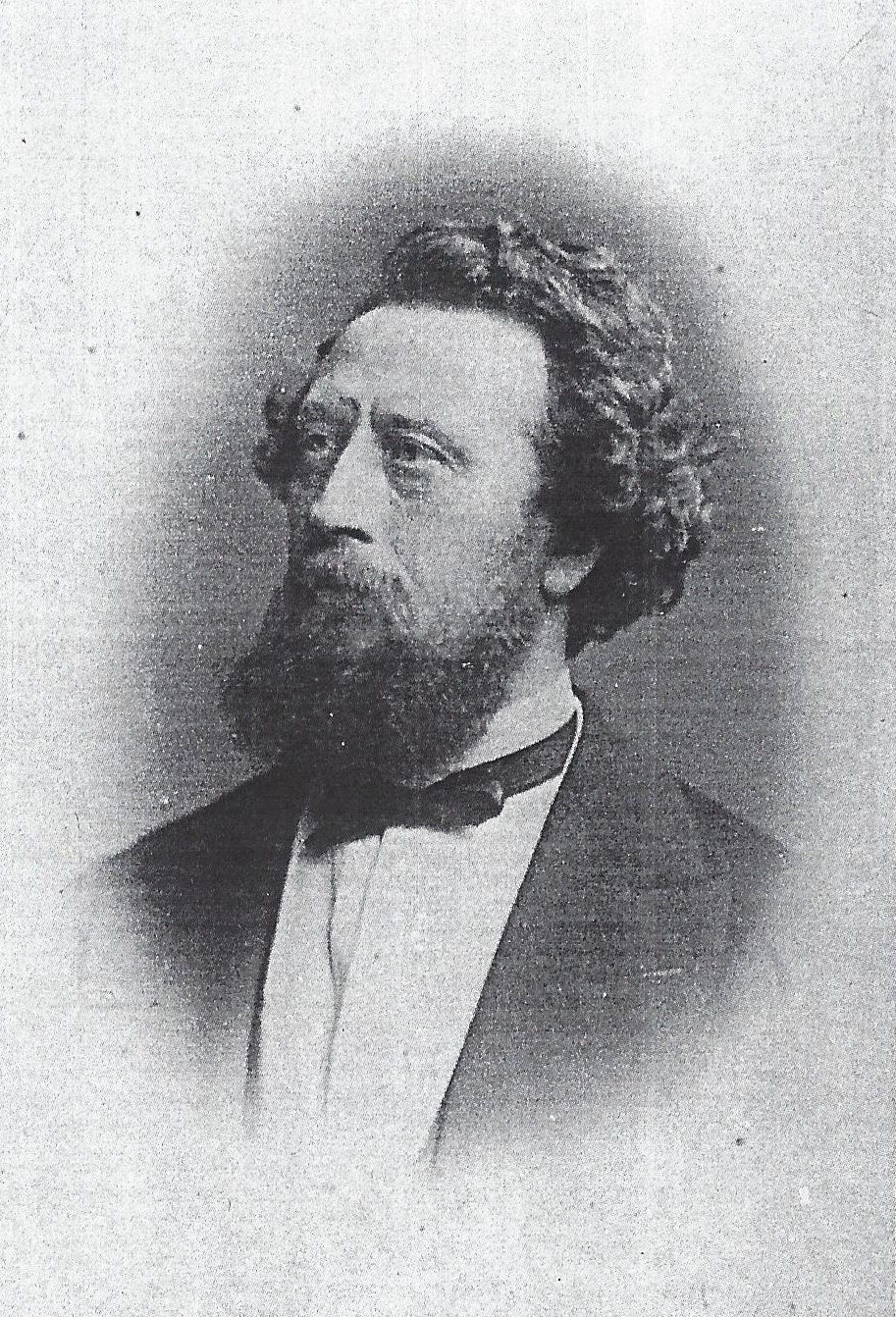
Carl Julius Dannenberg

Carl Julius Dannenberg (* 15. Dezember 1813 in Jever; † 20. April 1875 in Birkenfeld) war ein deutscher Richter. Er war Landtagspräsident des Oldenburgischen Landtags und Mitglied des Konstituierenden Reichstags des Norddeutschen Bundes.

## Leben
Als Sohn des Apothekers Georg Heinrich Dannenberg besuchte Dannenberg das Mariengymnasium Jever. Er begann 1834  Rechtswissenschaft an der Ruprecht-Karls-Universität Heidelberg zu studieren und wurde 1835 im Corps Guestphalia Heidelberg recipiert. Als Inaktiver wechselte er an die Ludwig-Maximilians-Universität München und die Georg-August-Universität Göttingen.
Ab 1841 war er Amtsauditor in Minsen und Damme (Dümmer) und ab 1844 Sekretär der Justizkanzlei Oldenburg. 1847 wurde er Gerichtsassessor beim Landgericht Neuenburg (Friesland), 1850 beim Landgericht Oldenburg und ab 1852 wurde er als Hilfsrichter zunächst der Justizkanzlei und im folgenden Jahr dem Oberamtsgericht zugeteilt. 1855 wurde er Obergerichtsassessor und 1858 Appellationsgerichtsrat. Ab 1861 war er Hilfsrichter beim Oberappellationsgericht und 1866 Obergerichtsdirektor in Birkenfeld, der Residenzstadt des zum Herzogtum Oldenburg gehörenden Fürstentums Birkenfeld.
Dannenberg beteiligte sich schon früh aktiv am politischen Leben des Herzogtums und gehörte zu den Parlamentariern der ersten Stunde. Er war 1848 Mitglied der Versammlung der 34 und des Konstituierenden Landtags. Von 1848 bis 1851 und von 1860 bis 1866 war er als linker Liberaler Mitglied des Oldenburgischen Landtags, 1861 Vizepräsident und 1862/63 und 1866 dessen Präsident.
1867 war er Mitglied des Konstituierenden Reichstags des Norddeutschen Bundes für den Reichstagswahlkreis Großherzogtum Oldenburg 1 (Oldenburg, Eutin, Birkenfeld) und die Nationalliberale Partei. Er schloss sich der Nationalliberalen Partei an.